# Who Knew
«Who Knew» (рус. Кто мог знать?) — это поп-рок песня, написанная Pink, Максом Мартином и Лукашом Dr. Luke Готвальдом для четвёртого альбома Пинк, I'm Not Dead (2006). Он был выпущен вторым синглом с альбома по всему миру в 2006 году, и был перевыпущен на американском радио четвёртым синглом в 2007 году, после успеха «U + Ur Hand».
24 ноября 2009 трек был выпущен в видеоигре Rock Band.

## Предпосылка
В интервью для London Daily Mail 26 мая 2006 Pink сказала, что песня о потере друга из-за наркотиков: «Моя жизнь была просто сумасшедшей, у меня (в её юности) сносило крышу, и я делала кучу тупых вещей. Некоторые из моих друзей продавали крэк, и я подсела на наркотики тоже. Я всегда была честна на счет этого, хотя я не люблю вдаваться в подробности. У меня много юных фанатов, и я бы не хотела подавать им какие-то идеи. Я нашла своего друга мертвым от передозировки, когда мне было 14. Это был просто друг, не парень. Большинство людей на похоронах были дети. Это должно было стать пробуждением для меня, но не стало».
Журнал Billboard во втором обзоре песни (об американском перевыпуске), назвал её «другим классным, умным, очень страстным мелодичным сокровищем о смерти друга и/или отношений с очень распознаваемым, попавшим в точку хоровым треком — поддерживающим положение Pink, как умной певицы/писательницы эры миллениума, ослеплённой в статусе звезды как первая принцесса альтернативного попа».
В песне присутствуют акустическая гитара, клавишные, барабаны и электрические гитары. Готтвальд, Мартин и Pink были соавторами другой песни с альбома «U + Ur Hand».

## Появление в чарте
Она была выпущена вторым синглом с альбома в 2006 году, и была очень популярна в Австралии, где достигла пика на 2 строке в ARIA Singles Chart и получила статус Платинового за продажи более 70,000 копий. Она попала на 9 строку в списке Top 100 синглов 2006 года чарта ARIA. «Who Knew» вошёл UK Singles Chart на #19 в начале июня 2006 поднялся к своему пика на #5 на следующей неделе. Это её пятым совместный сингл с наивысшей позицией в чарте в Великобритании и второй самый долгоиграющий после «So What!». В общей сложности за 26 недель в топ-100 песня обошла её хит #1 «Just Like A Pill».
Когда сингл изначально был выпущен в Северной Америке у «Who Knew» был незначительный успех. Хотя он достиг пика на 19 строке в BDS Airplay Chart в Канаде, в сущности, он был игнорирован американскими радиостанциями. В США, где он был выпущен поддержать радио 8 мая 2006, он провалился в чарте Billboard Hot 100, в начале достигнув 18 строки в чарте Bubbling Under Hot 100 Singles (который сравнивается с самыми популярными песнями когда-либо входившими в Hot 100). Журнал Billboard связал скудное поведение сингла на радио с значительным понижением начальных продаж I’m Not Dead.
В марте 2007 песня была использована для рекламы ТВ-шоу на ABC Октоубер Роуд, после которого цифровые продажи выросли; в результате она дебютировала 95 строкой в Hot 100 в конце месяца. во время того же периода «U + Ur Hand», третий сингл с I’m Not Dead, имел главный успех на радио и был приписан к «ожившей» карьере Pink в США. Pink исполнила «Who Knew» 9 мая 2007, в эпизоде American Idol. Она была перевыпущена, чтобы поддержать радио в США 26 июня 2007, хотя у неё был незначительный эфир на станциях CHR/top 40 и hot AC/adult top 40 ранее в этом месяце. На 25 неделе 2007 «Who Knew» снова вошёл в Billboard Hot 100 94 строкой; и поднялся до 9 строки, став для Pink её восьмым синглом топ-10 в чарте, а также она соответствовала позиции песни «U + Ur Hand».

## Клип
Режиссёром клипа стал Dragon, команда состояла из Сэма Бэйера, Роберта Хейлса и Брайана Ладзаро. Он был снят в начале выходных 15 апреля 2006 в Лос-Анджелесе, США, и был выпущен в интернет и на британские музыкальные каналы в начале мая 2006. Клип достиг первой строки на MTV в германском топ-10 и на TRL в Италии. «Who Knew» был выбран номером один на TRL в Германии 20 раз, позволив Pink заработать «Golden Tape». В американской передаче Total Request Live в рубрике «Первый Просмотр» клипа состоялся 22 мая, и дебютировал в топ-10 чарта шоу на следующий день; он провел 8 дней подряд в видеочарте (до 9 июня), достигнув пика на 7 строке.
В нём молодая пара посещает ярмарку и собираются кататься, и в какой-то момент он одевает ожерелье ей на шею. Клип относит назад к моменту, где парень тайно колет себе наркотики в предыдущую ночь, в то время когда девушка спала. На карнавале, когда девушка играет в игру, парень уходит. Девушка понимает, что он ушёл и идет за ним, но когда она просит его остаться с ней, он начинает буйствовать. Он идет к чёрному ходу ярмарки, чтобы уколоться наркотиками, и начинает потеть. Его девушка ходит из стороны в сторону, чтобы найти его, и находит его без сознания—он получил передозировку. Она целует его, возвращает назад ожерелье и звонит в скорую; после того, как врачи приезжают, девушка уходит со слезами на глазах. Между этими сценами появляются кадры с Pink, поющей песню на входе у ярмарки.
В альбоме Pink 2008 года Funhouse, она сравнивает жизнь с карнавалом, потому что карнавал должен приносить радость, но на самом деле это не так. Место действия в клипе с ярмарками обуславливает фальшивое чувство защищённости для девушки из клипа.

## Список композиций и форматы
- Британский CD1

1. «Who Knew» [Альбомная Версия] — 3:28
2. «Disconnected» — 3:58

- Британский CD2

1. «Who Knew» [Альбомная Версия] — 3:28
2. «Who Knew» [Sharp Boys' Love Jonathan Harvey Remix] — 8:42
3. «Who Knew» [Bimbo Jonez Radio Edit] — 3:27
4. «Live In Europe Preview»:)

## Чарты
| Чарт (2006/2007)                             | Наивысшая позиция |
| -------------------------------------------- | ----------------- |
| Australian ARIA Singles Chart                | 2                 |
| Australian Airplay Chart                     | 1                 |
| Austrian Singles Chart                       | 11                |
| Belgium Singles Chart                        | 30                |
| Canadian Hot 100                             | 46                |
| Czech Republic Airplay                       | 1                 |
| Dutch Singles Chart                          | 35                |
| Finnish Singles Chart                        | 16                |
| France Singles Chart                         | 24                |
| German Singles Chart                         | 12                |
| German Airplay Chart                         | 1                 |
| Hungarian Airplay Chart                      | 1                 |
| Irish Singles Chart                          | 6                 |
| New Zealand RIANZ Singles Chart              | 11                |
| Norway Singles Chart                         | 17                |
| Russian Airplay Chart                        | 14                |
| Sweden Singles Chart                         | 42                |
| UK Singles Chart                             | 5                 |
| U.S. Billboard Hot 100                       | 9                 |
| U.S. Billboard Pop 100                       | 4                 |
| U.S. Billboard Hot Adult Top 40 Tracks       | 1                 |
| U.S. Billboard Hot Dance Airplay             | 10                |
| U.S. Billboard Hot Adult Contemporary Tracks | 4                 |

## Сертификаты
| Страна        | Сертификат    | Продажи   |
| ------------- | ------------- | --------- |
| По всему миру | 2x платиновый | 4 200 000 |

### Годовые чарты
| Год  | Страна    | Чарт | Место |
| ---- | --------- | ---- | ----- |
| 2006 | Австралия | ARIA | 9     |